# 엣 플레이 인 더 필즈 오브 더 로드
《엣 플레이 인 더 필즈 오브 더 로드》(At Play In The Fields Of The Lord)는 브라질에서 제작된 헥터 바벤코 감독의 1991년 드라마 영화이다. 톰 베린저 등이 주연으로 출연하였고 사울 제인츠 등이 제작에 참여하였다.

## 출연

### 주연
- 톰 베린저
- 존 리스고

### 조연
- 대릴 한나
- 에이단 퀸
- 톰 웨이츠
- 캐시 베이츠
- 스테니오 가르시아
- 넬슨 자비에
- 호세 듀몬트
- 닐로 키비린타
- 루이 폴라나
- 샤논 오허리

## 제작진
- 원작자: 피터 매디슨
- 미술: 클로비스 부에노
- 의상: 애기 구어럴드 로저스
- 의상: 리타 머틴호
- Ass-PD: 폴 제인츠